# Юнг, Карл Эмиль
Карл Эмиль Юнг (нем. Karl Emil Jung; 1 февраля 1833, Гросс-Махнов, ныне в составе Рангсдорфа — 2 октября 1902, Лейпциг) — немецкий географ и этнограф.

## Биография
Карл Эмиль Юнг родился 1 февраля 1833 года в местечке Гросс-Махнов. Изучал право в Германии, затем некоторое время работал в Англии.
Во второй половине 1850-х годов отправился в Южную Австралию, где был сначала профессором классических языков в Университете Аделаиды, затем главным инспектором школ Австралии. Вернувшись в Германию, напечатал ряд работ об Австралии.
Карл Эмиль Юнг умер 2 октября 1902 года в городе Лейпциге.

## Главные труды
- «The Training School System» (Лондон, 1861)
- «National Education» (Аделаида, 1867)
- «Australien und Neuseeland» (Лейпциг, 1879)
- «Lexikon der Handelsgeographie» (ib., 1882)
- «Der Weltteil Australien» (Лейпциг и Прага, 1882—1883)
- «Deutsche Kolonien» (Прага, 1884; 2-е изд., Лейпциг, 1885)
- «Der Census von Indien vom Jahre 1881» (Берлин, 1892)
- «Die Zukunft der Indianer Nordamerikas» (Вена, 1893)
- «Das Deutschtum in Australien und Ozeanien» (1902)